# Rối loạn nhịp tim
Rối loạn nhịp tim là tên gọi chung của một số tình trạng hoạt động điện của tim, hoạt động này có rối loạn bất thường hay nhanh hoặc chậm hơn hoạt động điện bình thường. Nhịp tim có thể quá nhanh (hơn 100 nhịp/phút) hay quá chậm (nhỏ hơn 60 nhịp/phút), nhịp có thể bình thường hay bất thường.
Các rối loạn nhịp tim có thể xảy ra trong buồng trên của tim (tâm nhĩ), hay trong buồng dưới của tim (tâm thất), ở bất kì độ tuổi nào. Một số rất khó nhận biết, trong khi một số khác có thể kịch tính hơn và thâm chí có thể dẫn đến đột tử do tim.
Một số rối loạn nhịp tim là các trường hợp cấp cứu nguy hiểm đến tính mạng và có thể dẫn đến ngừng tim. Đây là một trong những nguyên nhân gây chết thường gặp nhất trên đường đi đến bệnh viện. Vài rối loạn nhịp tim gây ra các triệu chứng như cảm nhận thấy bất thường về nhịp của tim (đánh trống ngực) và chỉ gây cảm giác khó chịu. Một số rối loạn nhịp tim khác có thể không có bất kì triệu chứng gì, nhưng lại làm tăng nguy cơ bệnh nhân bị đột quỵ hay thuyên tắc mạch máu nguy hiểm đến tính mạng.

## Hiện tượng loạn nhịp do điện vào lại

Một trong những cách để giải thích loạn nhịp là hiện tượng điện vào lại (re-entry).
Khi vì một bất thường nào đó, có một vết thẹo (hình: màu vàng) nằm trên chuỗi tế bào dẫn điện, dòng điện (hình: màu đỏ) bị chia hai ngã. Thông thường, hai dòng điện này hợp lại sau vết thẹo và tiếp tục lan truyền như bình thường. Nếu, một trong hai ngã này có một khúc bị chậm lại(hình: màu xám), điện từ dòng bên kia có khả năng chạy ngược lên và cản lại, tiếp theo đó sẽ chạy vòng lại, cản luôn xung điện bình thường kế tiếp, rồi tiếp tục chạy vòng tạo nhịp nhanh.

## Phân loại
Rối loạn nhịp tim có thể chia theo nhiều hình thức: nhanh (tachycardia) hay chậm (bradycardia), nguồn rối loạn từ trên thất (supraventricular, tâm nhĩ và nút nhĩ thất) hay từ thất (ventricular). Có nhiều trung tâm chia theo dạng bộ sóng QRS - hẹp (thường là loạn nhịp trên thất) hay rộng (loạn nhịp thất).

## Các rối loạn nhịp trên thất

### Rung nhĩ
Rung nhĩ (Atrial fibrillation) là rối loạn dòng điện trong tâm nhĩ làm co giật cơ thành dạng rung nhanh và không đều. Phần lớn do điện chạy ngược trở lên từ tâm thất hay do điện bị cản và dội lại.
- Những yếu tố liên hệ:
  1. tuổi: trên 60 - 4%; trên 80 - 10%
  2. kinh niên: bệnh van tim, tăng huyết áp, lớn tâm thất trái, bệnh tim động mạch vành, suy tim, đái tháo đường
  3. cấp tính: thuyên tắc phổi (máu đông làm nghẽn mạch phổi), mổ tim, nhồi máu cơ tim, viêm vỏ tim, tăng giáp trạng, quá liều rượu, xài thuốc kích thích mạnh (cocaine, amphetamine)
- Triệu chứng: Khi bị rung nhanh tâm nhĩ sẽ không co bóp được bình thường, do đó sẽ không bơm đủ lượng máu vào tâm thất. Lượng máu tim bơm ra cơ thể sẽ giảm đem đến những triệu chứng chóng mặt, khó thở, xỉu (bất tỉnh), mệt mỏi. Điện xáo trộn trong tâm nhĩ truyền xuống tâm thất làm hai thất này co bóp nhanh (tạo đánh trống ngực), sau đó khi tim thiếu máu tiếp tế sẽ làm tức ngực.
- Biến chứng nguy hiểm: Khi máu không được bơm sự di chuyển trì trệ sẽ dễ làm đông máu trong tâm nhĩ. Cục máu đông có thể rời tim, theo động mạch lên não gây chứng tai biến mạch máu não. Ngoài ra, khi tim đập nhịp nhanh trong khi thiếu máu tiếp tế sẽ có thể bị nhồi máu cơ tim. Khi tim yếu đi gây ra hiệu chứng suy tim.
- Chẩn đoán: nhịp tim nhanh, mạch nhảy không đều về nhịp lẫn cường độ, điện tâm đồ, xét nghiệm máu để tìm nguyên nhân (rối loạn hóa học máu, tăng giáp trạng, v.v.).

Chú ý: Bệnh nhân trẻ tuổi và không có nguyên nhân rõ rệt, cần phủ định chứng thuyên tắc phổi.
- Điều trị[3]:
  - Bệnh phát lần đầu tiên và trong vòng 7 ngày: thuốc có thể sử dụng gồm quinidine, procainamide, flecainide, propafenone, amiodarone.
  - Bệnh phát lần đầu tiên hơn 7 ngày: thuốc có thể sử dụng gồm ibutilide.
  - Rung nhĩ kinh niên: thuốc có thể sử dụng gồm propafenone, amiodarone, dofetilide.
  - Sốc điện: "an toàn và hiệu quả nhất". Theo một báo cáo tại Việt Nam, tỷ lệ điều hòa nhịp tim thành công bằng sốc điện là 90%[4]. "Sốc điện là phương thức điều trị nên chọn khi bệnh chứng không ổn"[3]. Tuy trong một tháng đầu sau khi được chữa bằng sốc điện, hơn 80% không tái phát chứng rung nhĩ, những tháng sau đó, tỉ lệ này tụt xuống 39%.
  - Chống đông máu: để tránh tai biến não, bệnh nhân nên được điều trị chống đông máu (dùng warfarin).

### Cuồng nhĩ
Trong cuồng nhĩ (atrial flutter) xung điện tăng ở bên lệch tâm nhĩ – atrial ectopic, sản sinh ra tốc độ tâm nhĩ từ 250 đến 400 bmp. Tốc độ tâm thất thay đổi phụ thuộc vào sự dẫn xuất. Trên ECG, xác định P-wave (được gọi là sóng run) xảy ra ở chuỗi kế tiếp đóng giữa QRS complexes bình thường. Cái này cho dạng sóng có hình răng cưa.

### Nhịp nhanh vào lại nút nhĩ thất
(AV node re-entry tachycardia)

### Nhịp nhanh vào lại nhĩ thất
(AV re-entry tachycardia)

## Mô tả
- Hội chứng Wolf-Parkinson-White (WPW) là một bệnh liên quan đến sợi điện thế trong tim. Bình thường, một tính hiệu điện thế sẽ bắt đầu tại một phần của tim (nút xoang nhĩ phải) và bị truyền băng qua vùng giữ tâm nhĩ và tâm thất (nút nhĩ thất), đến những phần khác của tim (tâm thất). Trong bệnh lý này, có 1 sự bất thường về nối kết điện thế do sự đi qua nút nhĩ thất, có thể đưa đến nhịp tim nhanh hoặc bất thường

## Hội chứng
Hội chứng thường do nhịp tim nhanh đưa đến đánh trống ngực hoặc kèm theo những triệu chứng khác như hoa mắt hoặc đau ngực. Tuy nhiên, trên vài bệnh nhân không bao giờ tiến triển đến những vấn đề tim mạch điển hình, và chẩn đoán được bằng những xét nghiệm thường qui.Hội chứng này sinh ra do một bất thường về giải phẫu học của tim đó chính là tồn tại một cầu nối nhỉ và thất người ta gọi đó là cầu Kent_Cầu này truyền tắc sung động từ nhĩ xuống thất "sớm", và làm cho thất khử cực một phần và chính điều này tạo thành sóng denta và rút ngắn thời gian PQ

## Nguyên nhân
Nguyên nhân của bệnh lý này là do sự bất thường về vòng điện thế trong tim. Ngoài vòng điện thế bình thường, bệnh nhân bị WPW có thêm sự nối kết trực tiếp giữa 2 phần của tim. Nguyên nhân của vòng điện thế bất thường vẫn chưa được biết, nhưng hầu hết bệnh nhân khi sinh ra đã có những vấn đề này

## Chẩn đoán
- Chẩn đoán nghi ngờ khi có sự bất thường (sóng delta) trên ECG
- Nếu thấy có những bất thường trên ECG, cần thực hiện thêm một số xét nghiệm tim chuyên biệt khác. Những xét nghiệm này có thể bao gồm điện tim theo dõi 24 giờ Holter hoặc EPS (Nghiên cứu điện thế sinh lý trong tim) đều có thể xác định vị trí của đường WPW đi kèm.
- Đôi khi chẩn đoán bằng ECG thường qui trên bệnh nhân có nhịp tim nhanh hoặc bất thường

## Điều trị
- Khi không có bất kỳ triệu chứng nào, không có điều trị cá biệt cần thiết. Tuy nhiên, nếu có vài triệu chứng như trên, bệnh nhân nên liên hệ với bác sĩ ngay.
- Bệnh nhân có những triệu chứng tiến triển có thể được điều trị bằng thuốc hoặc phẫu thuật. Thuốc dùng điều trị gồm Satalol, Amiodarone, Quinidine, Procainamide, và Flecainide.

Nếu bệnh nhân bị bệnh trầm trọng, shock tim lập tức nên được thực hiện
- Nói chung, những thuốc như Digoxin, chẹn kênh Calcium (như Verapamil hoặc Diltiazem), Và chẹn beta (như Atenolol hoặc Metoprolol) nên tránh.
- Tuy nhiên, trên một số bệnh nhân, chọn lựa điều trị bằng cắt bỏ tầng số radio, mà bác sĩ tim mạch sử dụng tính hiệu radio phát vào tim để phá hủy vòng điện thế bất thường

## Tình trạng tương tự
- Một vài tình trạng mà có thể đưa đến nhịp tim nhanh hoặc bất thường thì có thể xuất hiện trong những triệu chứng tương tự. Bao gồm: rung nhĩ, sợi nhĩ (atrial fibrillation), vào lại nút nhĩ thất, nhịp nhanh nhĩ đa ổ, nhịp nhanh nối kết (junctional tachycardia) và nhịp nhanh thất

bs_hongha

## Các rối loạn nhịp thất

### Ngoại tâm thu thất
(Ventricular extra-systole)

### Nhịp nhanh thất
(Ventricular tachycardia)

### Xoắn đỉnh
(Torsade de pointes)